# Епагомен
Епагоме́н або Епагомена́льний день (дав.-гр. ἐπαγομένη ἡμέρα — додатковий день) — день року, що не увійшов до жодного з календарних місяців.
Вперше епагомени з'явилися в давньоєгипетському календарі. Спочатку тривалість року староєгипетськими жерцями була визначена в 360 днів. Рік ділився на 12 місяців по 30 днів. Згодом виявилося, що тривалість тропічного року приблизно на 5 днів більше встановленої тривалості календарного року, внаслідок чого до наявних 360 днів було додано 5 днів. Для збереження усталеної структури з 12 місяців по 30 днів додаткові дні ввели в кінець року і не зарахували до жодного з місяців.
Також по п'ять «зайвих» днів містили цивільні 360-денні календарі ацтеків та мая.
Епагомени вельми поширені в календарях, які висувалися і висуваються на заміну юліанським і григоріанським календарями. Так у Французькому революційному (республіканському) календарі вони іменуються санкюлотідами, в Радянському революційному календарі — безмісячними канікулами тощо.